# Richard L. Conolly
Richard Lansing Conolly (Waukegan, 26 aprile 1892 – Jamaica Bay, 1º marzo 1962) è stato un ammiraglio statunitense, attivo durante la seconda guerra mondiale.
Arruolatosi nella United States Navy nel 1914, partecipò alla prima guerra mondiale e si guadagnò una Navy Cross. Diplomatosi in ingegneria, negli anni venti alternò il servizio su navi da guerra con quello in istituti di formazione militare, compreso il Naval War College; nel decennio successivo completò due mandati da istruttore alla United States Naval Academy di Annapolis, per poi comandare in successione una divisione di cacciatorpediniere e una squadriglia, che comandò nei primi mesi della guerra contro l'Impero giapponese. Nel 1942 contribuì alla pianificazione dell'operazione Torch e nell'estate 1943 fu al comando di uno dei gruppi navali incaricati di sbarcare truppe americane in Sicilia; ebbe inoltre parte importante nel difficile sbarco a Salerno del successivo settembre. Riassegnato al fronte del Pacifico, assunse il comando di una delle componenti d'assalto anfibio della United States Fifth Fleet che guidò con perizia nelle operazioni contro le Marshall (gennaio-febbraio 1944) e nella rioccupazione di Guam (luglio-agosto 1944). Fu poi trasferito al comando del Task group 77.9, sottoposto alla United States Seventh Fleet, che guidò nell'invasione del Golfo di Lingayen del gennaio 1945 e nei mesi successivi. In estate fu coinvolto nell'organizzazione dell'operazione Downfall, in ultimo annullata con la resa giapponese e la fine della guerra. Comandante in capo delle forze navali americane dispiegate in Europa dal settembre 1946 al dicembre 1950, fu direttore del Naval War College nei tre anni successivi, dopodiché lasciò il servizio militare e divenne rettore della Long Island University. Vicino alla pensione, morì nell'incidente aereo di Jamaica Bay con la moglie.

## Biografia

### L'ingresso in marina e i primi anni di servizio
Richard Lansing Conolly nacque il 26 aprile 1892 nell'allora cittadina di Waukegan, in Illinois. In giovane età s'iscrisse all'United States Naval Academy di Annapolis e ne uscì nel 1914 con il brevetto di aspirante guardiamarina: fu assegnato alla nave da battaglia pre-dreadnought USS Virginia, a bordo della quale completò la sua prima crociera all'estero. Nel maggio 1915, tornato negli Stati Uniti, fu inserito nell'equipaggio dell'incrociatore corazzato USS Montana per addestrarsi nell'impiego dei tubi lanciasiluri, attività che lo tenne occupato sino a novembre; fu quindi riassegnato alla Virginia e poi (marzo 1916) alla nave da battaglia USS Vermont: su tale unità rimase comunque appena due mesi, dato che in maggio nuovi ordini lo fecero transitare a bordo del cacciatorpediniere USS Smith. Lo Smith era stato da poco reintrodotto in servizio per rafforzare i pattugliamenti della costa orientale statunitense e salvaguardare la neutralità di Washington nella prima guerra mondiale; in particolare, Conolly prese parte a numerose uscite nella zona di Boston. All'inizio del 1917, inoltre, toccò con la nave i porti di New Orleans, Key West e New York in una campagna di reclutamento per la riserva della United States Navy. Con l'ingresso ufficiale degli Stati Uniti nel conflitto, lo Smith fu assegnato al teatro di guerra dell'Atlantico: a bordo del cacciatorpediniere, Conolly partecipò a diverse missioni di scorta a convogli navali prima con base alle Azzorre e poi a Brest, le cui acque erano particolarmente pericolose a causa dell'attività degli U-Boot; Conolly fu spesso in prima linea nel soccorso dei naufraghi. Nell'agosto 1918 trasbordò con altri otto uomini sul trasporto silurato USS Westbridge per coordinarne il salvataggio e pilotarlo manualmente al sicuro a Brest distante 400 miglia, aiutato da alcuni rimorchiatori: per questa azione fu decorato con la Navy Cross.
Alla conclusione delle ostilità nel novembre 1918, Conolly fu rimpatriato e subito s'iscrisse alla Navy Postgraduate School di Annapolis. Al contempo studiò alla Columbia University, che gli elargì una laurea magistrale in ingegneria.

### Gli anni venti e trenta
Nel novembre 1922 Conolly tornò al servizio in mare come membro dell'equipaggio della moderna nave da battaglia USS Mississippi, con la quale partecipò a regolari navigazioni e sessioni d'addestramento; nel marzo 1924 fu trasferito alla più datata nave da battaglia USS New York, sulla quale accumulò eguali esperienze. Nel settembre 1925 fu inviato alla Naval Academy in qualità di istruttore, posto che ricoprì per quasi due anni prima di essere assegnato all'incrociatore leggero USS Concord (giugno 1927), con il quale prese parte a regolari esercitazioni. Nell'agosto 1929 ebbe il suo primo comando in mare, ovvero il cacciatorpediniere USS Du Pont; nel frattempo le sue capacità non erano passate inosservate e, perciò, nel 1930 fu avviato al Naval War College per affinare le sue doti. Nel prestigioso istituto si richiedeva, agli studenti, di impegnarsi nelle materie prettamente militari così come di affrontare questioni afferenti alla sicurezza nazionale. Conolly produsse un elaborato dal titolo A Study of Conditions which Affect Certain Fundamental Policies of the United States in Central America and Caribbean Area, nel quale delineava le complesse vicende politiche in quella macroarea dal 1900 al 1930 e avanzava forti dubbi sulla convenienza degli svariati interventi militari messi in atto da Washington per sostenere (o soffocare) i cambiamenti avvenutivi: «"Utilità" fu la scusa avanzata [per le ingerenze] e solo il tempo potrà dire se i risultati a breve termine giustifichino la perdita di amicizia e reputazione [...] Siamo persino in competizione, ora, per accordarci i favori economici dei paesi latino-americani». Il giovane ufficiale sostenne, anzi, che tali azioni avessero alimentato risentimento e timore nelle deboli nazioni latinoamericane, con un generale contraccolpo negativo per la strategia difensiva e l'economia statunitensi. Affrontò infine l'importanza economica del canale di Panama e la sua preziosità in caso di vaste operazioni militari nel Pacifico occidentale.
Nel maggio 1931 Conolly superò gli esami finali e rimase per due anni al Naval War College come istruttore. Nel maggio 1933 fu assegnato con funzioni amministrative al comando della Scuoting Force (la squadra di incrociatori incaricata di ricognizione e primo contatto con flotte nemiche) inquadrata nella United States Pacific Fleet, per poi passare alla nave da battaglia USS Tennessee e tornare infine, nel giugno 1936, alla Naval Academy di Annapolis per un secondo mandato da istruttore. Nel maggio 1939 fu nuovamente riassegnato al servizio in mare in qualità di comandante della 7ª Divisione cacciatorpediniere, cui seguì la nomina alla testa della 6ª Squadriglia cacciatorpediniere nell'ottobre 1941: fu concordemente elevato al grado di capitano di vascello. Il reparto, posto alle dipendenze della Task force 8 del viceammiraglio William Halsey, era articolato su due divisioni ognuna con quattro unità più la nave ammiraglia USS Balch, sulla quale Conolly issò le proprie insegne.

### La seconda guerra mondiale

#### Da Pearl Harbor a Salerno
Il 7 dicembre 1941 Conolly e le sue navi non si trovavano a Pearl Harbor quando si scatenò l'attacco giapponese; infatti la TF 8 era ubicata a sud-ovest delle Hawaii e stava rientrando alla base dopo aver lasciato dodici velivoli della portaerei USS Enterprise all'isola di Wake: rappresentò dunque una parte delle modeste forze rimaste alla Flotta del Pacifico americana. Sotto la guida energica degli ammiragli Ernest King e Chester Nimitz, la TF 8 e altre due squadre (una ciascuna per le portaerei USS Lexington, USS Yorktown ed Enterprise) mossero a fine gennaio 1942 verso occidente per effettuare raid di disturbo alle posizioni giapponesi più esposte o appena occupate: Conolly partecipò con i suoi cacciatorpediniere ai rapidi attacchi, proteggendo la preziosa portaerei e conducendo anche qualche bombardamento costiero. Tornata a Pearl Harbor e ridenominata Task force 16, la formazione affiancò nel marzo-aprile la Task force 18 centrata attorno alla nuova USS Hornet, selezionata per portare a tiro di Tokyo e altre importanti città giapponesi un piccolo gruppo di bombardieri bimotori North American B-25 Mitchell per un bombardamento di rappresaglia: Conolly ebbe così una parte minore nella difficile operazione, sempre con compiti di scorta ravvicinata all'Enterprise. Riguadagnata la base di Pearl Harbor, fu riassegnato allo stato maggiore navale di Washington appena prima della cruciale battaglia delle Midway, lasciando il comando della 6ª Squadriglia; nella capitale fu inserito nell'Ufficio operazioni e contribuì alla progettazione dell'operazione Torch, una delle prime grandi azioni anfibie degli Alleati. Conolly, anzi, era tra i pochissimi convinti della fattibilità dell'operazione e del suo successo. Nei mesi trascorsi all'Ufficio operazioni si segnalò per essere «robusto e geniale, scrupoloso e metodico» e, in particolare, emerse la sua spiccata capacità nella pianificazione.

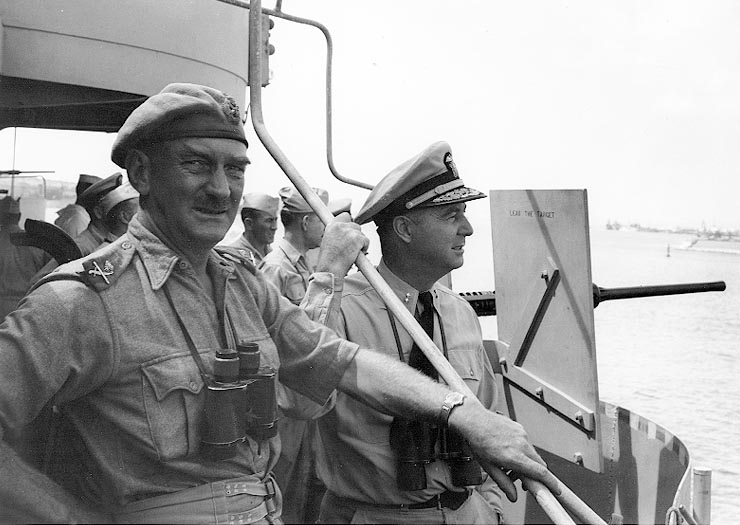
Il contrammiraglio Conolly, al centro, a bordo della Biscayne pochi giorni prima dello sbarco a Salerno; al suo fianco è il maggior generale britannico John Hawkesworth, comandante della 46th Division

Nel giugno 1943, promosso contrammiraglio, fu inviato in Africa settentrionale con l'incarico di "Commander, Landing Craft and Base"; si trattava di un titolo amministrativo che fu presto rimodellato come Task force 86, una delle componenti della Western Task force del viceammiraglio Henry Kent Hewitt pronta a condurre l'invasione della Sicilia. Conolly ebbe due incrociatori leggeri e otto cacciatorpediniere per effettuare i bombardamenti preparatori e appoggiare la 3rd Infantry Division trasportata sui suoi natanti anfibi, che dovevano sbarcarla il 9 e il 10 luglio nell'area di Licata; dispose inoltre di tutta una serie di nuovi vascelli, come gli LCI, gli LST, gli LCVP. Egli curò infine la realizzazione e l'imbarco di sezioni prefabbricate di pontoni galleggianti a Biserta, da unire fino a formare vere e proprie strade tra la costa occupata e le navi al largo, per facilitare l'arrivo di mezzi motorizzati, uomini e rifornimenti. Issate le proprie insegne sulla nave comando USS Biscayne, Conolly salpò il 4 luglio e affrontò una navigazione resa difficile dalle mutevoli condizioni climatiche: arrivò all'inizio del 10 luglio nel Golfo di Gela con le formazioni da sbarco in parte disorganizzate, cosa che non fu notificata tempestivamente al contrammiraglio il quale, perciò, ritenne che il piano stesse procedendo come previsto; i primi sbarchi si ebbero perciò solo all'alba, incontrando una resistenza quando fiacca quando decisa. Conolly gestì con perizia alcuni inconvenienti, quali ad esempio la collisione avvenuta tra due dei suoi cacciatorpediniere e l'incertezza dei conducenti delle navi anfibie: egli riorganizzò sul momento lo schieramento delle navi da guerra e ordinò agli LCT, sottoposti a un nutrito fuoco, di spiaggiarsi a qualsiasi costo. Di prima mattina Conolly e il comandante della 3ª Divisione, Lucian Truscott, scesero a terra e poterono confermare che l'operazione era riuscita con successo; il flusso di rinforzi, artiglierie e veicoli si mantenne spedito grazie agli accorgimenti e alla pianificazione del comandante della TF 86 (oltreché per l'assenza di decisi contrattacchi italo-tedeschi). Nei giorni successivi la formazione fornì fuoco di appoggio alle operazioni della fanteria presso Agrigento e Porto Empedocle, bombardate dagli incrociatori USS Brooklyn e USS Birmingham; Conolly si occupò di riattivare i porti conquistati e di supervisionare l'approdo di mercantili e trasporti per sostenere l'avanzata della 3ª Divisione lungo le coste nord-occidentali della Sicilia. Il 27 luglio, infine, cedette quasi tutte le unità da guerra a una formazione provvisoria voluta da Hewitt per appoggiare da vicino la marcia finale della 7ª Armata su Messina. In agosto, a Biserta, Conolly condusse una serie di addestramenti combinati con la 46th Infantry Division britannica; l'unità era stata inserita nella nuova 5ª Armata americana che avrebbe dovuto condurre lo sbarco a Salerno il 9 settembre. Il contrammiraglio ebbe il comando di un Task group, alle dipendenze della Task force North del commodoro Geoffrey Oliver della Royal Navy, e salpò da Orano con la flotta d'invasione il 4 settembre. Egli e Oliver collaborarono di buon grado e il giorno dello sbarco coordinarono un riuscito bombardamento preliminare, con ampio utilizzo di apparati lanciarazzi montati su LCT; l'approdo di uomini e mezzi fu spedito, anche se confusionario. Tuttavia le formazioni tedesche, che avevano assunto la difesa del territorio dopo la resa italiana, contrattaccarono con inaspettata aggressività e il 13 settembre il comandante dell'operazione, tenente generale Mark Clark, soppesò seriamente un generale reimbarco. Nel corso di una drammatica riunione tra gli alti ufficiali proprio a bordo della Biscayne per decidere il da farsi, Conolly si espresse contro il ripiegamento e dichiarò che c'era il pericolo di perdere la totalità delle truppe sbarcate, poiché gli equipaggi navali non erano stati addestrati a simili operazioni (in ciò sostenuto da Oliver). In ultimo i piani di ritirata, benché allestiti, non furono attivati e le divisioni tedesche, sottoposte all'intenso tiro navale e minacciate da est dagli sbarchi britannici in Puglia, ripiegarono a nord di Napoli.

#### Il fronte dell'oceano Pacifico

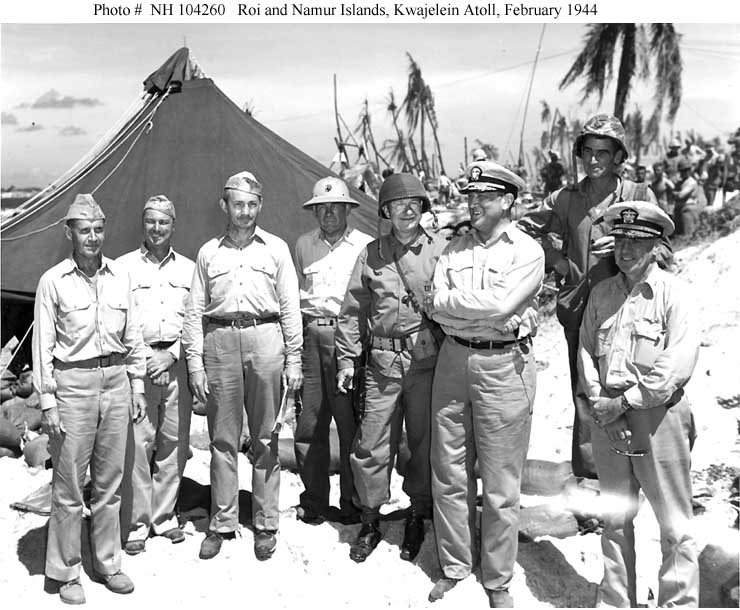
I principali comandanti statunitensi della campagna nelle Marshall: Conolly è il secondo da sinistra, al fianco del comandante della Quinta Flotta americana, ammiraglio Raymond Spruance; al centro si riconosce il maggior generale Harry Schmidt, capo della 4th Marine Division

A inizio ottobre Conolly ebbe notizia di essere stato trasferito al fronte del Pacifico. Con le operazioni anfibie in Italia oramai compiute, egli tornò negli Stati Uniti e sulla costa occidentale fu investito della qualifica di "Commander Amphibian Group 4", inquadrato nella United States Fifth Fleet operante nel Pacifico centrale. Arrivato troppo tardi per avere qualche ruolo nella campagna delle Gilbert, fu invece coinvolto nella successiva campagna contro le Marshall, in particolare della cattura dell'isola di Roi-Namur e degli isolotti adiacenti, tutti collocati nella porzione settentrionale del grande atollo di Kwajalein: ebbe sotto di sé un ragguardevole apparato anfibio con una dozzina di trasporti d'attacco, tre cargo d'attacco, due LSD, due trasporti rapidi, dodici LCI, e sedici LST, vascelli sui quali avrebbe preso posto la 4th Marine Division con tutto l'equipaggiamento; in più la sua squadra di supporto ravvicinato comprendeva tre navi da battaglia ammodernate, quattro incrociatori e dieci cacciatorpediniere, tre portaerei di scorta e quattro dragamine. Questa Task force 53, denominazione sostitutiva di Amphibian Group 4 e che Conolly guidava dall'ammiraglia USS Appalachian, era una delle componenti della Task force 51 del contrammiraglio Richmond Turner, che coordinava tutti gli sbarchi della Quinta Flotta. Turner era riconosciuto come massimo esperto di guerra anfibia nel teatro di guerra asiatico e l'arrivo di Conolly, a sua volta ricco di esperienza nello stesso campo, scatenò un'iniziale rivalità tra i due che, comunque, non sfociò in aperto contrasto e fu sempre caratterizzata da un malcelato, reciproco rispetto. Da metà dicembre 1943 Conolly supervisionò le esercitazioni della TF 53 con la divisione marine, durante le quali si verificarono alcuni incidenti; addirittura parte dei suoi LST arrivò pochi giorni prima della partenza per le isole giapponesi, con equipaggi a malapena capaci di manovrarli, ed egli si lamentò dell'eguale carenza di personale addestrato nei battaglioni di trattori anfibi LVT: solo gli osservatori aerei si comportarono bene durante le prove generali. La formazione di Conolly salpò a scaglioni nella seconda metà di gennaio e arrivò all'alba del 31 gennaio nella grande laguna di Kwajalein. Le operazioni di sbarco della giornata furono contrastate più dal mare mosso, dal vento e dal carente addestramento che non dalla resistenza giapponese, dato che l'atollo era stato ripetutamente bombardato dal cielo e dal mare con gravi danni alle installazioni difensive; furono così occupate, con poche perdite e vasto dispiegamento di potenza di fuoco, le isolette vicine a Roi-Namur. In tarda mattinata Conolly pianificò il cannoneggiamento di quest'ultima, in preparazione allo sbarco previsto per l'indomani: egli aveva studiato la battaglia di Tarawa e riteneva che solo un accurato tiro dei grossi calibri navali potesse annientare le postazioni fortificate giapponesi. Inoltrò dunque la richiesta «Desire Maryland move in really close [a Roi] for counterbattery and counter blockhouse fire», guadagnandosi il soprannome "Close-in Conolly". Il tiro su Roi-Namur riprese all'alba del 1º febbraio con effetti evidenti, ma Conolly fu costretto nuovamente a improvvisare a causa delle condizioni del mare e degli errori di pilotaggio degli anfibi, tanto che gli sbarchi avvennero alle 12:00 circa. In ogni caso la resistenza incontrata fu disorganizzata, Roi fu posta controllo quello stesso giorno e Namur nel primo pomeriggio del 2 febbraio, dopo aver superato una più accanita opposizione. Nel suo rapporto finale sull'operazione, Conolly evidenziò come l'ancora insufficiente preparazione degli equipaggi avesse reso poco praticabili gli articolati piani, specie di fronte a imprevisti vari; concluse comunque che essi avevano funzionato, «il che rappresenta il test finale per un comando e per la sua organizzazione».

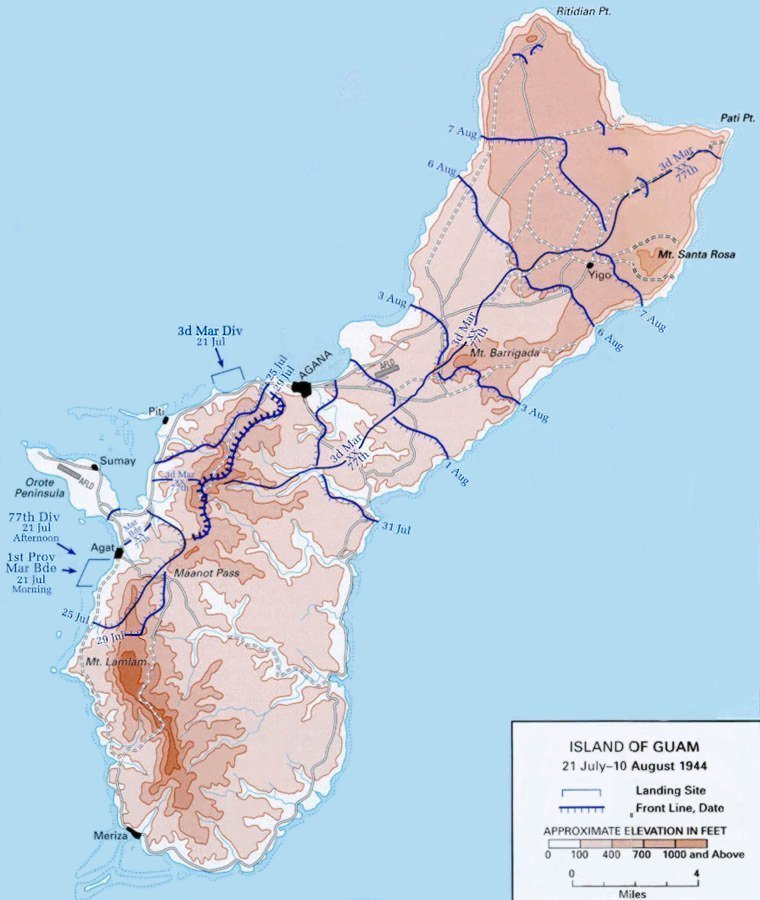
Lo svolgimento della battaglia di Guam, dagli sbarchi del 21 luglio agli ultimi scontri del 10 agosto 1944

Tornato sulla costa occidentale, Conolly proseguì per Washington nel marzo-aprile 1944, dove ebbe una certa influenza nel favorire la nomina a viceammiraglio del proprio superiore Turner: infatti parte delle alte sfere e dei politici non era favorevole alla promozione, poiché lo ritenevano diretto responsabile della grave sconfitta di Savo nell'agosto 1942. Il 20 marzo, intanto, l'ammiraglio Nimitz aveva ordinato di studiare l'invasione delle isole Marianne meridionali, posizioni ben difese dalle truppe giapponesi e dalla Marina imperiale, per l'inizio di settembre (data poi anticipata a giugno). Conolly fu assegnato in particolare alla riconquista del vecchio possedimento americano di Guam, sempre nella veste di comandante della TF 53 o Southern Task force che fu attivata il 24 maggio 1944 nelle isole Salomone con molte unità trasferite dalla South Pacific Area. Il contrammiraglio si trovò a collaborare con il maggior generale Roy Geiger dei marine, il cui III Amphibious Corps egli avrebbe sbarcato sull'isola; tra i due ufficiali si stabilì un rapporto amichevole grazie anche alla piacevole personalità di Conolly. Egli si trasferì a Guadalcanal per pianificare con i marine le operazioni anfibie, che prevedevano due distinti gruppi di sbarco: Conolly ritenne il controllo di quello incaricato di far approdare le truppe sulla costa settentrionale. L'8 luglio, dopo che la Marina imperiale era stata respinta e Saipan era stata catturata, i cacciatorpediniere della TF 53 dettero avvio al bombardamento pre-sbarco di Guam, imitati da stormi di aerei; dal 12 si unirono corazzate e incrociatori. Il 14 Conolly, dalla sua ammiraglia Appalachian ancorata a ridosso della riva, prese la direzione del cannoneggiamento: per massimizzare i risultati aveva imbarcato un gruppo di specialisti balistici che, ogni giorno, riportava le azioni di fuoco condotte e i danni inflitti. Si trattò di uno dei bombardamenti più pesanti nel teatro di guerra del Pacifico e fu amplificato dal 18 al 20 luglio dall'intervento delle portaerei della Task force 58, eppure parte del sistema difensivo giapponese rimase intatto o subì danni leggeri. Lo sbarco ebbe inizio all'alba del 21 luglio in contemporanea con l'intensificarsi del tiro delle corazzate e degli incrociatori di Conolly, che diresse personalmente le operazioni dell'area di Asan; l'iniziale resistenza nipponica fu sporadica, pochi LVT furono messi fuori uso e i marine dovettero occuparsi solo di un paio di bunker sopravvissuti al tiro navale ma, nell'interno, le postazioni giapponesi risposero vigorosamente all'avanzata americana. Gli sbarchi più a sud, ad Agat, incontrarono invece più difficoltà e la perdita di numerosi LVT indusse Conolly a ordinare lo scarico di materiali e rifornimenti anche nottetempo. Oltre a vigilare sul funzionamento della catena logistica, il contrammiraglio organizzò nei giorni successivi i tiri d'appoggio per i reparti a terra, impegnati in una dura battaglia punteggiata da contrattacchi notturni e assalti a colline fortificate; d'accordo con il generale Geiger, cominciò a far sbarcare il 24 (prima di quanto previsto) una parte della 77th Infantry Division assegnata al III Corpo anfibio e accelerò al massimo il trasferimento nelle teste di ponte dei carichi dei trasporti d'assalto e degli LST, che poi inviò a Eniwetok. All'inizio di agosto, in vista della spinta finale nella parte nord di Guam, Conolly riorganizzò le proprie navi per fornire il massimo appoggio al III Corpo: collocò a ovest e a est delle coste settentrionali due formazioni (una nave da battaglia, due incrociatori, dieci cacciatorpediniere e alcune cannoniere) guidate ciascuna dall'ufficiale più anziano in comando. Con le spiagge ormai al sicuro dall'artiglieria giapponese e l'apporto dei cannoni divisionali a terra, le navi collaborarono all'abbattimento dell'ostinata resistenza nipponica, che cessò tra il 10 e l'11 agosto. Proprio il 10 Conolly aveva lasciato il comando della TF 53, molte delle cui unità peraltro erano già state ritirate, e tornò a Pearl Harbor nei giorni seguenti con il suo stato maggiore per studiare le successive operazioni.
Conolly tornò in prima linea all'inizio del 1945, in occasione della grande operazione anfibia nel Golfo di Lingayen successiva all'occupazione di Leyte e di Mindoro; egli fu inserito nella United States Seventh Fleet del viceammiraglio Thomas Kinkaid, reduce dalla battaglia del Golfo di Leyte e incaricata di sbarcare la 6ª Armata su Luzon con il supporto della potente United States Third Fleet dell'ammiraglio Halsey. Conolly ebbe il comando del Task group 77.9, una delle componenti nella quale la Settima Flotta era stata riorganizzata, forte di tredici cacciatorpediniere, sedici trasporti d'attacco e tre normali, cinque cargo anfibi, undici trasporti rapidi, cinquanta LST e unità minori, oltre alla sua tradizionale ammiraglia Appalachian. In realtà questa formazione non prese parte ai riusciti sbarchi del 9 gennaio e giunse sul posto due giorni più tardi con la 25th Infantry Division, un reggimento rinforzato e reparti vari ai diretti ordini della 6ª Armata. I compiti di Conolly furono resi più complicati dalla congestione delle teste di ponte (nonostante un'accurata organizzazione) e dai periodici attacchi kamikaze, che pure non riuscirono a fermare il flusso di truppe rifornimenti statunitensi che alimentava l'avanzata nell'entroterra. Dopo la conquista di Manila e la messa in sicurezza delle isole più importanti dell'arcipelago, il comando del TG 77.9 fu inserito nella complessa pianificazione degli sbarchi nel Giappone meridionale, previsti per il 1º novembre 1945: Conolly aveva ormai fama di meticoloso, esperto ufficiale di attacchi anfibi, stimato dai propri superiori. In estate i piani per lo sbarco su tre spiagge del Kyūshū  erano pressoché pronti, quando il 6 agosto si verificò il primo attacco nucleare della storia a Hiroshima; Conolly introdusse allora una modifica tattica sostanziale: previde il lancio di sei ordigni nucleari sulle ali delle future teste di ponte, per facilitare al massimo l'approdo e il consolidamento dei reparti. Egli, in realtà, aveva saputo della nuova arma già in precedenza, ma non aveva dato peso eccessivo alla notizia e, peraltro, la sua richiesta formale di sei bombe (basata su proprie convinzioni circa la loro disponibilità per il 1º novembre) non è mai stata rintracciata negli archivi militari. In ogni caso, dopo la distruzione di Nagasaki, la capitolazione nipponica sopraggiunse il 15 agosto e fu formalizzata il 2 settembre, rendendo superflua l'invasione del paese.

### Incarichi postbellici
Ricevuta la promozione a viceammiraglio nell'immediato dopoguerra, Conolly fu richiamato a Washington e inserito nell'ufficio del Chief of Naval Operations come uno dei sottoposti "Deputy chiefs of Naval Operations", dapprima nel settore operazioni e poi in quello amministrativo. Il 23 settembre 1946 fu elevato al grado di ammiraglio e nominato comandante in capo delle forze navali statunitensi in Europa, con responsabilità estesa all'Atlantico orientale e al bacino del Mediterraneo. Tenne questo incarico per oltre quattro anni, fino al dicembre 1950, quando fu scelto quale nuovo presidente del Naval War College. In questo ruolo poté affinare ed esporre il proprio pensiero strategico sulla guerra navale, in specie le operazioni anfibie, e sulla fondamentale importanza degli oceani nella strategia difensiva, così come nella proiezione di potenza, degli Stati Uniti; naturalmente egli si rifaceva alle esperienze maturate sul fronte italiano e asiatico. Perciò sostenne sempre la necessità di audaci e improvvisi sbarchi, coadiuvati dall'impiego autonomo e a grande raggio di squadre navali costituite attorno più portaerei. Fu invece critico acceso della politica di ritorsione teorizzata con l'avvento delle armi nucleari: Conolly era convinto che una netta diminuzione delle forze armate tradizionali avrebbe solo nociuto alla difesa nazionale e incatenato le iniziative americane alle operazioni avversarie. Nel dicembre 1952 tenne un discorso al New York Yatch Club intitolato Lessons Learned from Naval Operations in World War II e, nel gennaio 1953, pubblicò sulla rivista Naval Institute Proceedings l'articolo The Principles of War sulla strategia navale e sul potere marittimo: in questo pezzo Conolly affermò che il dominio del mare, in guerra, aveva sempre avuto effetti politici superiori a quelli derivati da qualsiasi grande vittoria terrestre, portando come esempio la sconfitta degli olandesi nel 1654 e quella recente dell'Impero giapponese. L'ammiraglio espose inoltre i principi che credeva essere fondamentali per la condotta delle operazioni marittime: semplicità, mobilità, effetto sorpresa, stato di continua prontezza; specificò, comunque, che tali assiomi dovevano essere temperati dall'esperienza e che l'effetto sorpresa in particolare doveva essere ricercato con grande cautela, per evitare azioni troppo avventate.
Il 2 novembre 1953 Conolly lasciò la United States Navy e il servizio militare, quindi il giorno successivo occupò la poltrona di rettore della Long Island University, un istituto privato. Nei nove anni di mandato, egli si impegnò a rinnovare l'università e a pianificare la propria successione, come spiegò in una lettera a un suo vecchio compagno di corso del 1914; era conscio della necessità di cedere il passo alle generazioni più giovani.

### Morte
Richard Conolly morì il 1º marzo 1962 nel disastro aereo del volo American Airlines 1, schiantatosi nella Jamaica Bay subito dopo il decollo dall'Aeroporto Internazionale John F. Kennedy; egli era vicino al pensionamento definitivo come rettore. Con lui rimasero uccisi la moglie, il personale di bordo e tutti gli altri passeggeri.